# Giải Sao Thổ lần thứ 45
Giải Sao Thổ lần thứ 45 (tiếng Anh: 45th Saturn Awards) do Viện Hàn lâm phim khoa học viễn tưởng, kỳ ảo và kinh dị tổ chức nhằm vinh danh những tác phẩm điện ảnh, truyền hình, phát hành tại gia và chiếu rạp thuộc thể loại khoa học viễn tưởng, kỳ ảo, kinh dị và các thể loại khác thuộc dòng phim giả tưởng từ 1 tháng 3 năm 2018 đến 7 tháng 7 năm 2019; đêm trao giải diễn ra vào ngày 13 tháng 9 năm 2019 tại Avalon Hollywood, Hollywood, California. Các đề cử được công bố vào ngày 15 tháng 7. Lễ trao giải đánh dấu lần đầu tiên Viện Hàn lâm phim khoa học viễn tưởng, kỳ ảo và kinh dị – đơn vị sáng lập và tổ chức giải thưởng ký một hợp đồng hợp tác nhiều năm với nhà sản xuất truyền hình kì cựu Justin W. Hochberg. Giải Sao Thổ lần thứ 45 cũng tạo ra giải thưởng mới - giải thưởng Đạo diễn đột phá, thưởng cho các đạo diễn phim đầu tay và được bầu chọn trực tuyến.
Avengers: Endgame dẫn đầu về số lượng đề cử ở 14 hạng mục dành cho phim điện ảnh, kế tiếp là Aladdin (9 đề cử) và Us (8 đề cử). Ở các hạng mục truyền hình, Game of Thrones giành nhiều đề cử nhất (9 đề cử), kế tiếp là Outlander và The Walking Dead (mỗi phim có 5 đề cử); trong khi đó ở hạng mục streaming, The Haunting of Hill House nắm giữ nhiều đề cử nhất (6 đề cử), xếp sau là Lost in Space và Star Trek: Discovery (5 đề cử/phim). Tại lễ trao giải, Avengers: Endgame đoạt nhiều giải nhất ở 6 hạng mục, kế tiếp là A Quiet Place và Spider-Man: Far From Home (2 giải/phim); Game of Thrones tiếp tục thống trị ở mạng truyền hình với 4 giải, xếp trên The Walking Dead (3 giải) còn ở hạng mục streaming, Star Trek: Discovery (3) và Stranger Things (2) dẫn đần về số danh hiệu giành được.

## Danh sách thắng cử

### Điện ảnh

#### Phim hay nhất
| Phim chuyển thể từ truyện tranh hay nhất | Phim khoa học viễn tưởng hay nhất |
| --- | --- |
| - Avengers: Hồi kết - Aquaman: Đế vương Atlantis - Avengers: Cuộc chiến vô cực - Đại úy Marvel - Shazam! - Người Nhện xa nhà - Người Nhện: Vũ trụ mới           | - Ready Player One: Đấu trường ảo - Alita: Thiên thần chiến binh - Bumblebee - Thế giới khủng long: Vương quốc sụp đổ - Solo: Star Wars ngoại truyện - Sorry to Bother You - Upgrade |
| Phim kỳ ảo hay nhất | Phim kinh dị hay nhất |
| - Câu chuyện đồ chơi 4 - Aladdin - Dumbo: Chú voi biết bay - Sinh vật huyền bí: Tội ác của Grindelwald - Chúa tể Godzilla - Mary Poppins trở lại - Yesterday    | - Vùng đất câm lặng - The Dead Don't Die - Halloween - Hereditary - Chiến dịch Overlord - Pet Sematary - Chúng ta                                                                    |
| Phim hành động/phiêu lưu hay nhất | Phim hồi hộp hay nhất |
| - Nhiệm vụ bất khả thi: Sụp đổ - Báo thù - Căn phòng tử thần - Glass: Bộ ba quái nhân - Sát thủ John Wick: Phần 3 – Chuẩn bị chiến tranh - Tòa tháp chọc trời   | - Phút kinh hoàng tại El Royale - Bad Samaritan - Destroyer - Dragged Across Concrete - Greta - Ma - Truy tìm tung tích ảo                                                           |
| Phim hoạt hình hay nhất | Phim độc lập xuất sắc nhất |
| - Người Nhện: Vũ trụ mới - The Grinch - Bí kíp luyện rồng: Vùng đất bí ẩn - Gia đình siêu nhân 2 - Wreck-It Ralph 2: Phá đảo thế giới ảo - Câu chuyện đồ chơi 4 | - Mandy - American Animals - Anna and the Apocalypse - The Man Who Killed Hitler and Then the Bigfoot - Ophelia - Summer of 84 - The Tomorrow Man                                    |
| Phim quốc tế hay nhất | |
| - Burning - Aniara - Border - Ghost Stories - The Guilty - Vô ảnh                                                                                               | |

#### Diễn xuất
| Nam diễn viên chính xuất sắc nhất | Nữ diễn viên chính xuất sắc nhất |
| --- | --- |
| - Robert Downey Jr. — Avengers: Hồi kết vai Tony Stark / Iron Man - Jeff Bridges — Phút kinh hoàng tại El Royale vai Cha Daniel Flynn / Dock O'Kelly - Nicolas Cage — Mandy vai Red Miller - Tom Cruise — Nhiệm vụ bất khả thi: Sụp đổ vai Ethan Hunt - Chris Evans — Avengers: Hồi kết vai Steve Rogers / Captain America - Mel Gibson — Dragged Across Concrete vai Brett Ridgeman - Keanu Reeves — Sát thủ John Wick: Phần 3 – Chuẩn bị chiến tranh vai John Wick / Jardani Jovonovich | - Jamie Lee Curtis — Halloween vai Laurie Strode - Emily Blunt — Mary Poppins trở lại vai Mary Poppins - Toni Collette — Hereditary vai Annie Graham - Nicole Kidman — Destroyer vai Erin Bell - Brie Larson — Đại uý Marvel vai Carol Danvers / Vers / Captain Marvel - Lupita Nyong'o — Chúng ta vai Adelaide Wilson and Red - Octavia Spencer — Ma vai Sue Ann "Ma" Ellington                             |
| Nam diễn viên phụ xuất sắc nhất | Nữ diễn viên phụ xuất sắc nhất |
| - Josh Brolin — Avengers: Cuộc chiến vô cực vai Thanos - John Lithgow — Pet Sematary vai Jud Crandall - Lin-Manuel Miranda — Mary Poppins trở lại vai Jack - Lewis Pullman — Phút kinh hoàng tại El Royale vai Miles Miller - Jeremy Renner — Avengers: Hồi kết vai Clint Barton / Hawkeye - Will Smith — Aladdin vai Genie - Steven Yeun — Burning vai Ben | - Zendaya — Người Nhện xa nhà vai MJ - Cynthia Erivo — Phút kinh hoàng tại El Royale vai Darlene Sweet - Karen Gillan — Avengers: Hồi kết vai Nebula - Amber Heard — Aquaman: Đế vương Atlantis vai Y'Mera Xebella "Mera" Challa - Scarlett Johansson — Avengers: Hồi kết vai Natasha Romanoff / Black Widow - Naomi Scott — Aladdin vai Công chúa Jasmine - Hailee Steinfeld — Bumblebee vai Charlie Watson |
| Diễn viên trẻ xuất sắc nhất | |
| - Tom Holland — Người Nhện xa nhà vai Peter Parker / Spider-Man - Evan Alex — Chúng ta vai Jason Wilson và Pluto - Asher Angel — Shazam! vai William "Billy" Batson - Millie Bobby Brown — Chúa tể Godzilla vai Madison Russell - Jack Dylan Grazer — Shazam! vai Frederick "Freddy" Freeman - Shahadi Wright Joseph — Chúng ta vai Zora Wilson và Umbrae - Millicent Simmonds — Chúng ta vai Regan Abbott                                                                                | |

#### Kĩ thuật
| Đạo diễn xuất sắc nhất | Kịch bản xuất sắc nhất |
| --- | --- |
| - Jordan Peele — Chúng ta - Anna Boden và Ryan Fleck — Đại uý Marvel - Karyn Kusama — Destroyer - Guy Ritchie — Aladdin - Anthony Russo và Joe Russo — Avengers: Hồi kết - Steven Spielberg — Ready Player One: Đấu trường ảo - James Wan — Aquaman: Đế vương Atlantis - Trương Nghệ Mưu — Vô ảnh                                                   | - Vùng đất câm lặng — Bryan Woods, Scott Beck và John Krasinski - Avengers: Hồi kết — Christopher Markus và Stephen McFeely - Phút kinh hoàng tại El Royale — Drew Goddard - Burning — Oh Jung-mi và Lee Chang-dong - Dragged Across Concrete — S. Craig Zahler - Nhiệm vụ bất khả thi: Sụp đổ — Christopher McQuarrie - Chúng ta — Jordan Peele |
| Thiết kế sản xuất xuất sắc nhất | Dựng phim xuất sắc nhất |
| - Charles Wood — Avengers: Hồi kết - Bill Brzeski — Aquaman: Đế vương Atlantis - Ruth De Jong — Chúng ta - Rick Heinrichs — Dumbo: Chú voi biết bay - Gemma Jackson — Aladdin - Chu Tiêu Lâm — Vô ảnh - John Myhre — Mary Poppins trở lại | - Jeffrey Ford và Matthew Schmidt — Avengers: Hồi kết - James Herbert — Aladdin - Nicholas Monsour — Chúng ta - Kirk Morri — Aquaman: Đế vương Atlantis - Evan Schiff — Sát thủ John Wick: Phần 3 – Chuẩn bị chiến tranh - Christopher Tellefsen — Vùng đất câm lặng                                                                             |
| Nhạc phim hay nhất | Thiết kế phục trang xuất sắc nhất |
| - Marc Shaiman — Mary Poppins trở lại - Danny Elfman — Dumbo: Chú voi biết bay - Bear McCreary — Chúa tể Godzilla - Alan Menken — Aladdin - Alan Silvestri — Avengers: Hồi kết - Alan Silvestri — Ready Player One: Đấu trường ảo | - Michael Wilkinson — Aladdin - Kym Barrett — Aquaman: Đế vương Atlantis - Leah Butler — Shazam! - Judianna Makovsky — Avengers: Hồi kết - Chen Minzheng — Vô ảnh - Sandy Powell — Mary Poppins trở lại |
| Hóa trang xuất sắc nhất | Hiệu ứng hình ảnh xuất sắc nhất |
| - John Blake và Brian Sipe — Avengers: Hồi kết - Judy Chin và Mike Marino — The Dead Don't Die - Bill Corso — Destroyer - Lisa Love và Tate Steinsiek — Dragged Across Concrete - Tristan Versluis, Naomi Dunne và Duncan Jarman — Chiến dịch Overlord - Annick Chartier và Adrien Morot — Pet Sematary - Mark Coulier và Fernanda Perez — Suspiria | - Avengers: Hồi kết - Aladdin - Chúa tể Godzilla - Nhiệm vụ bất khả thi: Sụp đổ - Vùng đất câm lặng - Ready Player One: Đấu trường ảo - Người Nhện xa nhà |
| Đạo diễn đột phá Legion M | |
| - Ari Aster — Hereditary - Emma Tammi — The Wind - Michael Chaves — Mẹ ma than khóc La Llorona - Lee Cronin — Hố tử thần - Gary Dauberman — Annabelle: Ác quỷ trở về - Steven S. DeKnight — Pacific Rim: Trỗi dậy - Christian Rivers — Mortal Engines - Boots Riley — Sorry to Bother You                                                           | |

### Phương tiện tại gia
| Phát hành DVD hoặc Blu-ray xuất sắc nhất | Phát hành DVD phim kinh điển xuất sắc nhất |
| --- | --- |
| - King Cohen - Fahrenheit 451 - Jonathan - Kin - Nancy Drew and the Hidden Staircase - Time Freak | - 2001: A Space Odyssey (4K) - Deep Rising - Jack the Giant Killer - Maximum Overdrive - The Reincarnation of Peter Proud - The Spiral Staircase |
| Phát hành DVD hoặc Blu-ray phiên bản đặc biệt xuất sắc nhất | Phát hành DVD truyền hình xuất sắc nhất |
| - Waterworld (Limited Edition) - 12 Monkeys (Collector's Edition) - The Changeling (Limited Edition) - Lâu đài đẫm máu (Limited Edition) - A Fistful of Dollars (Special Edition) - Horror Express (Special Edition) | - The Outer Limits - The Ghost of Sierra de Cobre - The Martian Chronicles - The Night Stalker - The Night Strangler - Trilogy of Terror         |
| Tuyển tập DVD hoặc Blu-ray xuất sắc nhất | |
| - Universal Classic Monsters 30 Film Collection (Dracula, Frankenstein, The Mummy, The Invisible Man, The Bride of Frankenstein, Werewolf of London, Dracula's Daughter, Son of Frankenstein, The Invisible Man Returns, The Mummy's Hand, The Invisible Woman, The Wolf Man, The Ghost of Frankenstein, Invisible Agent, The Mummy's Tomb, Phantom of the Opera, Frankenstein Meets the Wolf Man, Son of Dracula, The Invisible Man's Revenge, The Mummy's Ghost, The Mummy's Curse, The House of Frankenstein, House of Dracula, She-Wolf of London, Abbott and Costello Meet Frankenstein, Abbott and Costello Meet the Invisible Man, Creature from the Black Lagoon, Abbott and Costello Meet the Mummy, Revenge of the Creature và The Creature Walks Among Us) - The Bloodthirsty Trilogy (The Vampire Doll, Lake of Dracula và Evil of Dracula) - The Complete Sartana (If You Meet Sartana Pray for Your Death, I Am Sartana Your Angel of Death, I Am Sartana, Trade Your Guns for a Coffin, Have a Good Funeral, My Friend... Sartana Will Pay và Light the Fuse... Sartana Is Coming) - Jack Ryan: 5 Film Collection (4K) (The Hunt for Red October, Patriot Games, Clear and Present Danger, The Sum of All Fears, Jack Ryan: Đặc vụ bóng đêm) - The Matrix Trilogy (4K) (Ma trận, The Matrix Reloaded và The Matrix Revolutions) - The Pink Panther Cartoon Collection (xem danh sách chi tiết 124 phim ngắn) | |